# تپه کنده قولان
 تپه کنده قولان مربوط به دوره اسلامی قرن ۶ تا ۸ ه.ق است و در شهرستان پیرانشهر، بخش مرکزی، دهستان لاهیجان، روستای کنده قولان واقع شده است. این اثر در تاریخ ۳۰ دی ۱۳۸۵ با شمارهٔ ثبت ۱۶۸۶۲ به عنوان یکی از آثار ملی ایران به ثبت رسیده است.